# Nijat Shikhalizada
Nijat Shikhalizada (in azero Nicat Şıxəlizadə; Şərur, 12 ottobre 1988) è un judoka azero.

## Palmarès
- Mondiali

Il Cairo 2005: bronzo nei -66kg.
- Europei

Varsavia 2017: bronzo nei -66kg.
- Giochi mondiali militari

Mungyeong 2013: bronzo nei -66kg.
- Giochi della solidarietà islamica

Baku 2017: oro nei -66kg e oro nella gara a squadre
- Campionati europei juniores

Zagabria 2005: oro nei -60kg.
- Campionati europei cadetti

Baku 2003: argento nei -50kg;
Rotterdam 2005: oro nei -55kg.

### Vittorie nel circuito IJF
| Data             | Località  | Paese               | Categoria |
| ---------------- | --------- | ------------------- | --------- |
| 11 ottobre 2012  | Abu Dhabi | Emirati Arabi Uniti | Gran Prix |
| 21 marzo 2014    | Tbilisi   | Georgia             | Gran Prix |
| 8 maggio 2015    | Baku      | Azerbaigian         | Gran Slam |
| 20 novembre 2015 | Qingdao   | Cina                | Gran Prix |